# Clun Castle
Clun Castle är ett slott i Storbritannien.   Det ligger i grevskapet Shropshire i riksdelen England, i den södra delen av landet, 220 km nordväst om huvudstaden London. Clun Castle ligger 189 meter över havet.
Terrängen runt Clun Castle är huvudsakligen lite kuperad. Clun Castle ligger nere i en dal. Runt Clun Castle är det ganska tätbefolkat, med 70 invånare per kvadratkilometer. Närmaste större samhälle är Knighton, 8,0 km söder om Clun Castle. Trakten runt Clun Castle består i huvudsak av gräsmarker.